# Lysandra antisagittata
Lysandra antisagittata är en fjärilsart som beskrevs av Bright och Leeds 1938. Lysandra antisagittata ingår i släktet Lysandra och familjen juvelvingar. Inga underarter finns listade i Catalogue of Life.